# Шельха

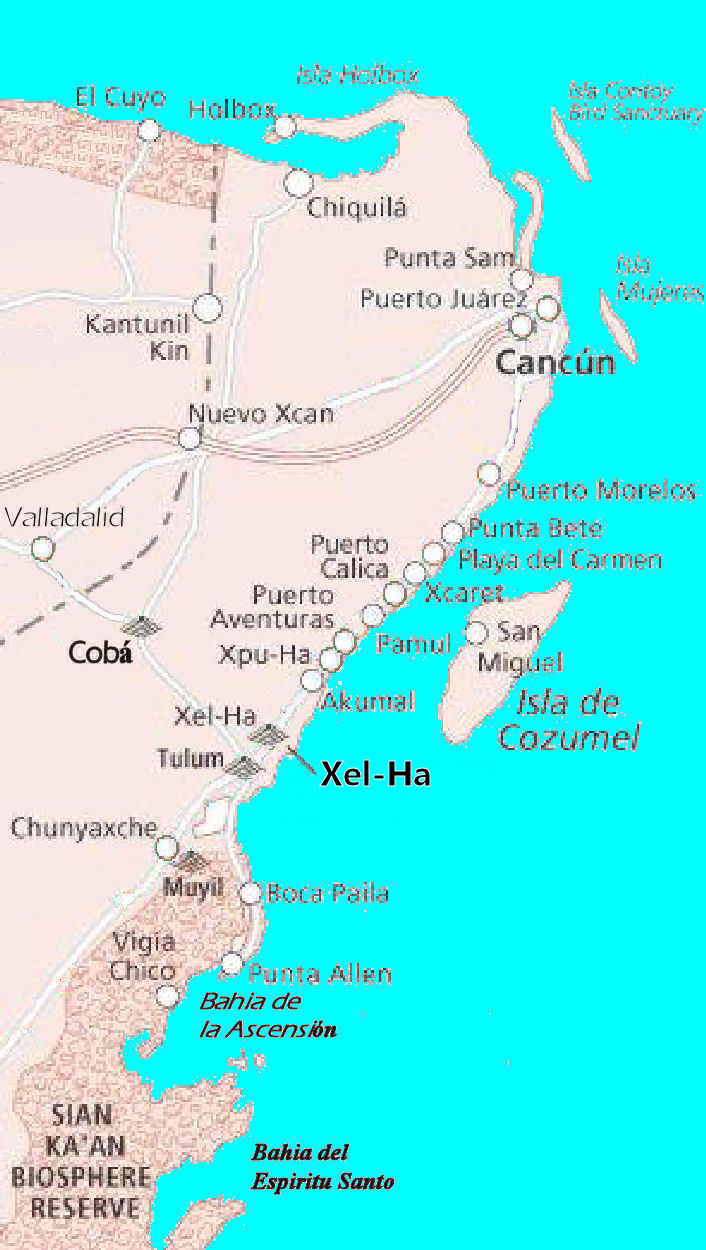
Міста на півострові Юкатан, Мексика.
Xel Há — місто Шельха

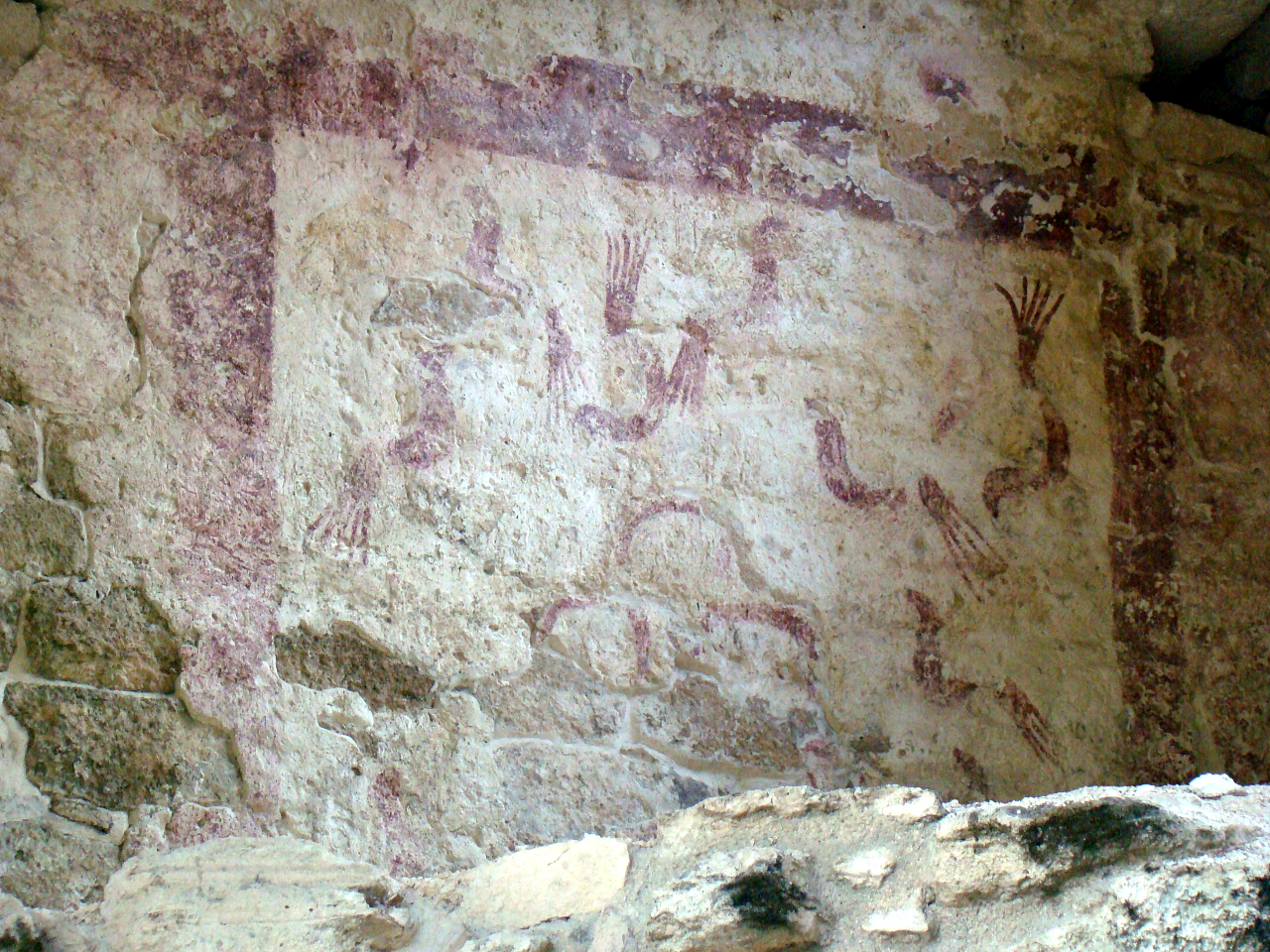
Фрески, знайдені у «Будинку птахів»

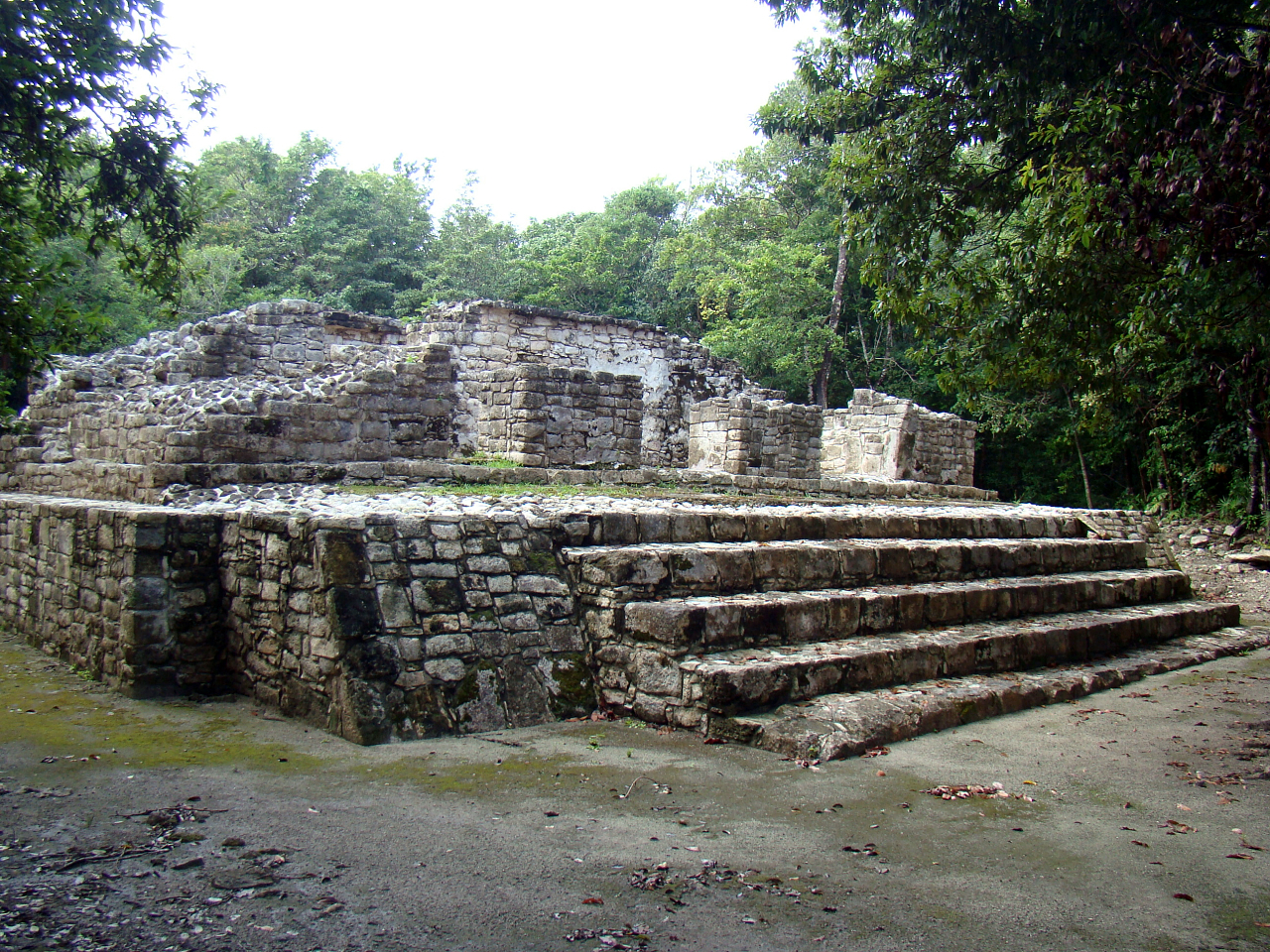
Руїни палацу

Шельха (мая Xel Há, ісп. Xelha) — стародавнє місто мая на східному узбережжі Юкатана біля однойменної бухти.
Назва походить від юкатекських слів «xel» — «джерело» і «ha'» — «вода».
Виникло наприкінці I століття. У V ст. перетворилося на досить велике поселення, що мало зв'язки навіть з Центральною Мексикою (Теотіуаканом та його наступниками). Саме в цей час у місті були зведені великі будівлі, найвідомішою з яких є «Будинок птахів». Водночас Шельха швидко потрапила під вплив, а згодом — і під владу сусідньої Коби, володарі якої використовували для торгівлі місцеву гавань. Шельха була з'єднана з Кобою сакбе — штучною дорогою.
Починаючи з VIII ст. місто переживало певний занепад, що однак не вплинуло на його роль у торгівлі. З X ст. Шельха потерпала від набігів тольтеків, а з виникненням Тулума — від торговельної конкуренції з ним. Проте у XIII ст. Шельха звільнилася від влади Коби — володарі якої відтоді віддавали перевагу торгівлі через Тулум.
Незалежність сприяла швидкому піднесенню міста, набрало обертів будівництво — у цей час, зокрема, зведено царський палац, «Будинок Ягуара», храми «групи Лотропа». Напади нових ворогів — цього разу карибів — змусили місцевих володарів збудувати оборонні мури, що відгородили місто від гавані (яка була першою жертвою будь-якого несподіваного наскоку). Можливо, саме карибська загроза сприяла тому, що цар Шельхи дружньо прийняв іспанців на чолі з Франсіско де Монтего і дозволив йому заснувати на своїй землі власне містечко, що отримало назву Саламанка-де-Шельха. Щоправда, невдовзі іспанці залишили його і перебралися на північ. До середини XVI ст. знелюднила й маянська Шельха.